# Anita Bärwirth
Anita Bärwith, née le 30 août 1918 à Kiel (Allemagne) et morte le 31 juillet 1994 à Buenos Aires (Argentine), est une gymnaste artistique allemande.

## Biographie
Anita Bärwirth remporte aux Jeux olympiques d'été de 1936 à Berlin la médaille d'or du concours général par équipes féminin avec Käthe Sohnemann, Erna Bürger, Isolde Frölian, Friedl Iby, Trudi Meyer, Paula Pöhlsen et Julie Schmitt.